# Remo Sernagiotto
Remo Sernagiotto (Montebelluna, 1º settembre 1955 – Treviso, 29 novembre 2020) è stato un politico italiano.

## Biografia
Capogruppo di Forza Italia nel consiglio comunale di Montebelluna (Provincia di Treviso) dal 1998 al 2002, divenne Consigliere regionale della Regione Veneto per la prima volta nel 2000, successivamente fu rieletto nel 2005. In tale occasione fu nominato presidente del gruppo di Forza Italia in consiglio regionale. Dal 2008 fu presidente della prima commissione consiliare.
Sernagiotto fu rieletto Consigliere regionale nel 2010, e nominato assessore regionale dal presidente Luca Zaia.
Lasciò gli incarichi in regione nel 2014, essendo risultato eletto al Parlamento europeo con 21 889 preferenze.
Il 7 luglio 2015 annunciò il suo passaggio dal Gruppo del Partito Popolare Europeo al Gruppo dei Conservatori e dei Riformisti Europei, lasciando così Forza Italia e passando a Conservatori e Riformisti di Raffaele Fitto.
Sernagiotto si ricandidò al Parlamento europeo per le Elezioni europee del 2019 del 26 maggio insieme a Fitto nella lista di Fratelli d'Italia ma con 7.388 preferenze non venne rieletto.
Nel novembre dello stesso anno venne rinviato a giudizio per truffa e corruzione in relazione al caso Ca' della Robinia: con i contributi pubblici era però stata realizzata poi una birreria.
Il 23 novembre 2020 viene colpito da un grave arresto cardiaco e quindi ricoverato all'ospedale "Ca' Foncello" di Treviso. Sernagiotto morirà il 29 novembre per i gravissimi danni cerebrali causati da un'importante ipossia conseguente all'arresto cardiaco.

## Vita privata
Era sposato con Maurizia Barro dalla quale ha avuto due figli: Gloria che ha seguito le orme politiche del padre e oggi è assessore alle politiche educative, giovanili e pubblica istruzione presso il Comune di Treviso con Fratelli d'Italia; e Gregorio, imprenditore nel mondo della comunicazione.